# Perlmutter (superordinador)
Perlmutter (també conegut com a NERSC-9) és un superordinador lliurat al Centre Nacional de Recerca Energètica de Computació Científica del Departament d'Energia dels Estats Units com a successor de Cori. Està sent construït per Cray i es basa en la seva arquitectura Shasta, que utilitza CPU AMD Epyc basades en Zen 3 ("Milan") i GPU Nvidia Tesla. Els seus casos d'ús previstos són simulacions de fusió nuclear, projeccions climàtiques i recerca de materials i biologia. La fase 1, completada el 27 de maig de 2022, va assolir els 70,9 PFLOPS de potència de processament.
Rep el nom en honor del guanyador del Premi Nobel Saul Perlmutter.
Perlmutter és un superordinador HPE (Hewlett Packard Enterprise) Cray EX, anomenat així en honor de Saul Perlmutter, un astrofísic del Berkeley Lab que va compartir el Premi Nobel de Física del 2011 per les seves contribucions a la investigació que demostra que l'expansió de l'univers s'està accelerant. El Dr. Perlmutter ha estat usuari de NERSC durant molts anys, i part del seu treball guanyador del Premi Nobel es va dur a terme en màquines NERSC, i el nom del sistema reflecteix i destaca el compromís de NERSC amb l'avanç de la investigació científica.
Perlmutter, basat en la plataforma HPE Cray Shasta, és un sistema heterogeni format per 3.072 nodes només de CPU i 1.792 nodes accelerats per GPU.